# Lista de aeroportos da Guiana
Esta é uma lista de aeroportos do Guiana, classificados por cidade:
| Cidade     | ICAO | IATA | Nome do aeroporto                    |
| Georgetown | SMBN | ABN  | Aeroporto Internacional Cheddi Jagan |